# Peter Mönch
Peter Mönch (* 1937) ist ein deutscher Schauspieler.

## Leben
Mönch absolvierte eine Schauspielausbildung an der Schauspielschule Zerboni in München. Danach arbeitete er schwerpunktmäßig als Theaterschauspieler. Er hatte Festengagements am Theater Die Kleine Freiheit (1960–1964), am Volkstheater München (1969–1972), am Stadttheater Luzern (1972–1977) und am Stadttheater Konstanz (1977–1979). 
Dazwischen spielte er mehrere Jahre Theater in Südamerika, unter anderem von 1965 bis 1969 am Deutschen Theater in Buenos Aires, und in Brasilien.
Er hatte Gastverträge am Theater Trier (1965), am Pfalztheater Kaiserslautern, am Westfälischen Landestheater und am Stadttheater Heidelberg. Außerdem ging er regelmäßig mit verschiedenen Theaterproduktionen auf Tournee, unter anderem mit der von Margot Medicus geleiteten Theatergruppe „Bühne 64 Zürich“. Bei den Karl-May-Festspielen in Bad Segeberg gastierte er 1971 als Old Shatterhand.
Mönch spielte auf der Theaterbühne ein breites Repertoire, das die Dramen von William Shakespeare, die deutschsprachigen Autoren der Klassik und Romantik, aber auch Stücke der Jahrhundertwende, der Moderne und des zeitgenössischen Theaters umfasste.
Zu seinen Bühnenrollen gehörten unter anderem: Orlando in Wie es euch gefällt (1965, Stadttheater Trier), König Ferdinand in Verlorene Liebesmüh (Volkstheater München), die Titelrolle in Amphitryon (Volkstheater München), Major von Tellheim in Minna von Barnhelm (Volkstheater München), König Philipp in Don Karlos (Stadttheater Konstanz), Shrewsbury in Maria Stuart (Theater Heidelberg), der Spreeschiffer Wulkow in Der Biberpelz (Theater Heidelberg), Konsul Bernick in Die Stützen der Gesellschaft von Henrik Ibsen (Theater Heidelberg), Puntila in Herr Puntila und sein Knecht Matti (Theatertournee in den Niederlanden), Vater Knie in Katharina Knie (Theater Konstanz) und die Titelrolle in Romulus von Friedrich Dürrenmatt (Westfälisches Landestheater).  
Gelegentlich übernahm Mönch auch einige wenige Filmrollen in Kinofilmen und Fernsehserien, unter anderem in Die seltsamen Methoden des Franz Josef Wanninger und SOKO 5113. Eine in der Filmdatenbank IMDb gelistete Mitwirkung Mönchs in dem Kinofilm Old Shatterhand (1964) konnte jedoch anhand der Stab- und Besetzungslisten der Karl-May-Kinofilme nicht verifiziert werden.
2011 war er in der ARD-Fernsehserie Rote Rosen in mehreren Folgen (Folgen 1114–1115 und 1123–1124) jeweils in einer Episodenhauptrolle zu sehen. Er verkörperte den Dänen Jesper Lynggaard, den offiziellen Leiter der Hansetag-Delegation.  
Mönch, mittlerweile offiziell in Ruhestand, übernimmt noch gelegentlich Gastrollen im Film und im Fernsehen und tritt mit Lese- und Rezitationsabenden auf, unter anderem mit Werken von Bertolt Brecht. Mönch lebt in Waalhaupten in der Nähe von Buchloe.

## Filmographie (Auswahl)
- 1963: Hafenpolizei (Krimiserie; Episode: Der Strandkorbdieb)
- 1966: Conan Doyle und der Fall Edalji
- 1966: Die seltsamen Methoden des Franz Josef Wanninger (Krimiserie; Episode: Es liegt in der Luft)
- 1969: Frei bis zum nächsten Mal
- 1979: Kommissariat 9 – (Fernsehserie, Folge: Edle Sorten)
- 2006: Eden
- 2010: Wie man leben soll
- 2010: SOKO 5113
- 2011: Rote Rosen (Fernsehserie, Nebencast als Jesper Lynggaard)